# Rosa Diaz
Pour les articles homonymes, voir Diaz.
 (août 2024).
Si vous disposez d'ouvrages ou d'articles de référence ou si vous connaissez des sites web de qualité traitant du thème abordé ici, merci de compléter l'article en donnant les références utiles à sa vérifiabilité et en les liant à la section « Notes et références ».
Rosa Diaz est un personnage de fiction apparaissant dans la série télévisée américaine Brooklyn Nine-Nine, interprété par l'actrice Stephanie Beatriz et doublé en version française par Ingrid Donnadieu.

## Biographie
Rosa travaille comme détective à la Brigade du 99e, dans le quartier de Brooklyn, à New York. Possédant un mauvais caractère et un fort tempérament, elle est imprévisible, ce qui effraie parfois ses collègues. Jake Peralta et elle sont des amis proches, ayant été à l'académie de police ensemble. Charles en tombe amoureux, mais ce n'est pas réciproque, cette dernière ne le voyant que comme un ami. Cependant, dans l'épisode Le garde du corps, elle sera sauvée par Charles qui se prend deux balles dans les fesses, ce qui lui permettra de recevoir la médaille du courage. Elle préfère mille fois passer du temps avec ses collègues de travail plutôt qu'avec sa famille.
Nous ne savons pas grand-chose sur l'enfance de Rosa, à part qu'elle vient, elle aussi, d'un milieu défavorisé. Célibataire, comme Charles, elle rencontre, un jour, le neveu du capitaine Ray Holt, Marcus, et commencera une relation amoureuse avec ce dernier. Dans l'épisode Johnny et Dora, bien que Rosa déteste les surprises, Charles lui en fait une en décidant d'organiser un dîner en tête-à-tête entre Marcus et elle dans un grand restaurant. Appréciant la surprise, Rosa prend, pour la première fois, son collègue dans les bras. Dans l'épisode Neuf jours, Charles déprime à cause de la mort de son chien Jason. Pour lui remonter le moral, Rosa lui offre un chiot, mais son collègue refuse de le remplacer. Rosa décide finalement de l'adopter.
Lors de la saison 3, Rosa commence à se rendre compte qu'elle est de moins en moins amoureuse de Marcus et décide de rompre avec lui. Dans l'épisode Rats de bureau, grâce à Amy et Gina qui ont vaincu leurs peurs (Amy est claustrophobe et Gina a peur des hommes d'affaires), elle surmonte son hématophobie en faisant un don du sang. Elle fait ensuite la rencontre d'Adrian Pimento dans l'épisode portant le même nom que le personnage, mais ce dernier ne se sent pas prêt pour une relation sérieuse, ayant effectué une infiltration pendant des années. Celui-ci, grâce à l'aide de Jake, décide de se donner une chance avec Rosa et lors d'une course-poursuite, les deux tourtereaux se fiancent.
Plus tard, Jake et elle font la rencontre de leur idole, le lieutenant Melanie Hawkins. Ils tentent par tous les moyens de gagner son respect, mais déchantent en découvrant qu'elle est à la tête d'une équipe de policiers corrompus et profitent de leur position pour la faire tomber, avec le soutien du capitaine Holt. Pour paraître crédibles, ils utilisent Adrian Pimento. Mais Melanie Hakins les prend au piège, ayant tout prévu pour les faire plonger à sa place et les deux policiers sont condamnés à 15 ans de prison.
Lors de la saison 5, toute l'équipe de la 99e se démène pour innocenter Rosa et Jake, toujours en prison. Ils tentent de piéger la cheffe en installant une application sur son portable officiel, mais échouent. Ils réalisent que cette dernière fait ingurgiter les diamants volés aux cochons du lieutenant Lawdon. Grâce à ces preuves, Holt et son équipe font tomber Melanie Hawkins et ses complices, puis les inculpent, permettant à Rosa et Jake de ressortir libres. Rosa soupçonne Adrian Pimento de la tromper et le surprend avec une autre femme, qui n'est autre que sa professeure d'espagnol. Celui-ci lui révèle apprendre la langue pour impressionner son père, mais Diaz décide de le larguer. Dans l'épisode En vadrouille, Rosa révèle à Boyle sa bisexualité et lui avoue entretenir une relation amoureuse avec une femme.